# Puente Alto
Puente Alto is een stad en gemeente in en het bestuurlijk centrum van de Chileense provincie Cordillera in de regio Región Metropolitana. Puente Alto telde 568.106 inwoners in 2017 en vormt daarmee de op een na grootste stad van het land.